# Birmendreïs
Bir Mourad Raïs / Birmendreïs (in arabo: بئر مراد رايس) è una città dell'Algeria, situata nella provincia (Wilaya) di Algeri. La città è capoluogo dell'omonimo distretto (Daira).

## Geografia fisica

Localizzazione del comune nella wilaya di Algeri
Localizzazione della daira nella wilaya di Algeri

Birmendreïs si trova a sud dell'agglomerazione urbana di Algeri. Il suo Codice statistico ONS è 1609.

## Storia
La città porta il nome del raʾīs Mourad , che secondo diverse versioni potrebbe essere un olandese di nome Jan Jansz, vissuto nel XVI secolo; oppure un albanese di religione cristiana, Simon Dansa, vissuto nel XVII secolo. Entrambi furono comunque pirati, convertiti all'Islam.